# Huizermolen
De Huizermolen is een open standerdmolen in het Nederlands Openluchtmuseum in Arnhem. De molen werd oorspronkelijk in Huizen in de 17e eeuw gebouwd (mogelijk 1665), waar hij tot 1916 als gesloten standerdmolen heeft gestaan met een gesloten voet. De laatste molenaar Jannetje van der Born overleed in 1915. Het protest tegen de sloop van de schilderachtige molen in Huizen, o.a. door de Bond Heemschut mocht niet baten. In 1916 ging het toenmalige gemeentebestuur van Huizen akkoord met overdracht aan het openluchtmuseum, die vanaf dan de eigenaar is. Het contact kwam tot stand met tussenkomst van Heemschut. In 1916/1917 werd de molen vervoerd via het water naar Arnhem. In 1919 werd de herbouw als standerdmolen met een open voet op het museumterrein afgerond, waarmee deze molen een van de eerste aanwinsten voor het museum was. 
In 1949 werd de molen gerestaureerd, maar het onderhoud liet dusdanig te wensen over dat in 1976 een zeer grote restauratie noodzakelijk was. De voet die bij de vorige restauratie was gewijzigd in een gesloten voet, werd weer open. In 2016 is er een nieuwe houten roe gestoken. Het 22,20 m lange gevlucht is Oud-Hollands opgehekt.
De houten bovenas is 4,50 m lang, die in 2012 door Vaags is vernieuwd.
De molen heeft een Vlaamse vang en een binnenvangstok.
In de molen bevinden zich twee koppel maalstenen, waarvan slechts een wordt aangedreven. De voormolen heeft evenals de achtermolen 16der blauwe stenen.
De molen heeft een houten bovenas en houten roeden, iets wat in Nederland verder vrijwel niet meer voorkomt.
Het luiwerk is een kammenluiwerk.
De molen is regelmatig in werking op dagen dat een molenaar aanwezig is.

## Overbrengingen
- De overbrengingsverhouding is 1 : 5,3.
- Het bovenwiel voor de voormolen heeft 74 kammen. De steek, de afstand tussen de kammen, is 11 cm. Voor de achtermolen is er een tandkrans met 68 kammen.
- Het steenrondsel van de voormolen heeft 14 staven. Het steenrondsel van de voormolen draait hierdoor 5,3 keer sneller dan de bovenas. De steek is 8 cm.

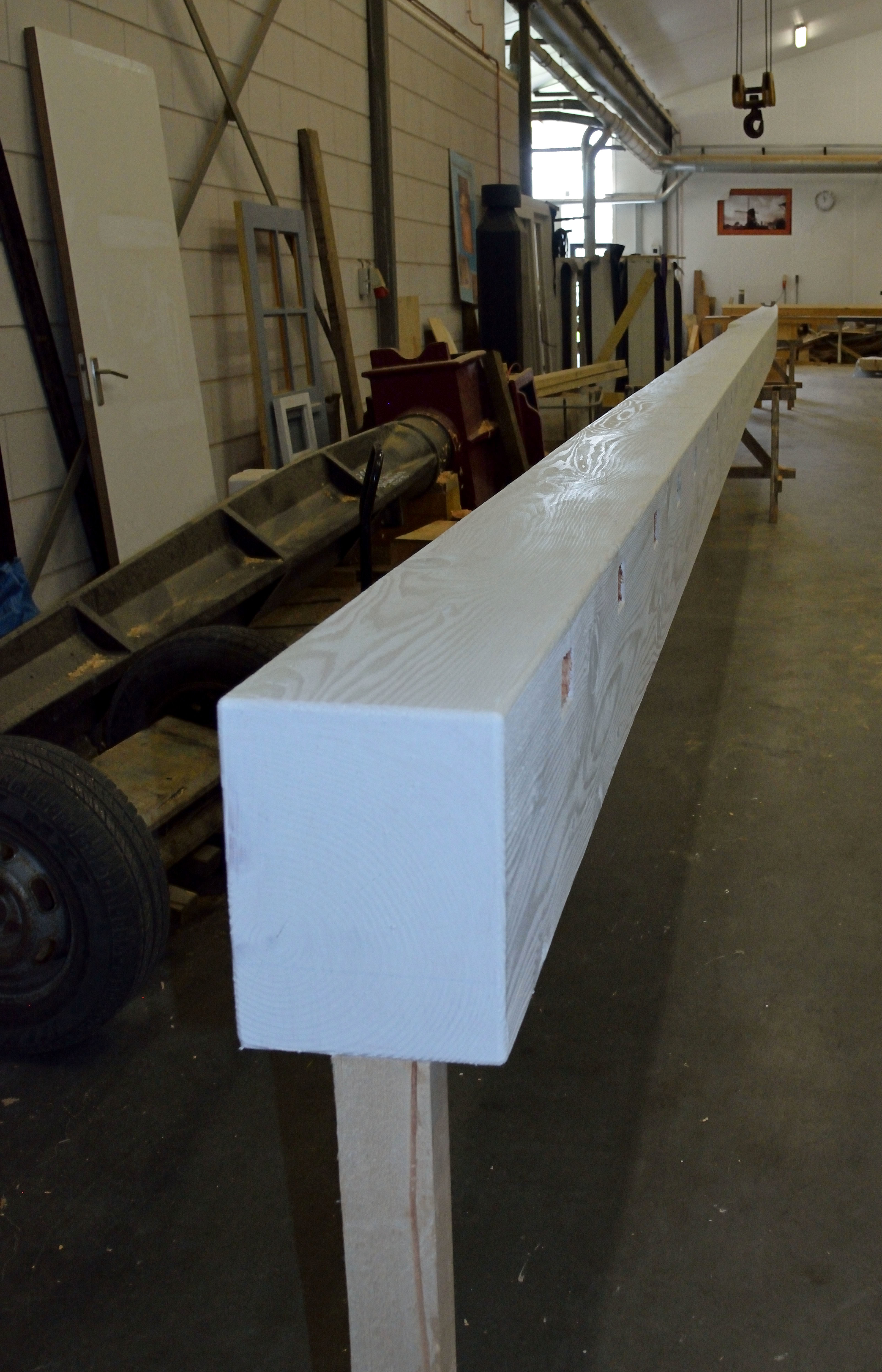
Nieuwe houten roe
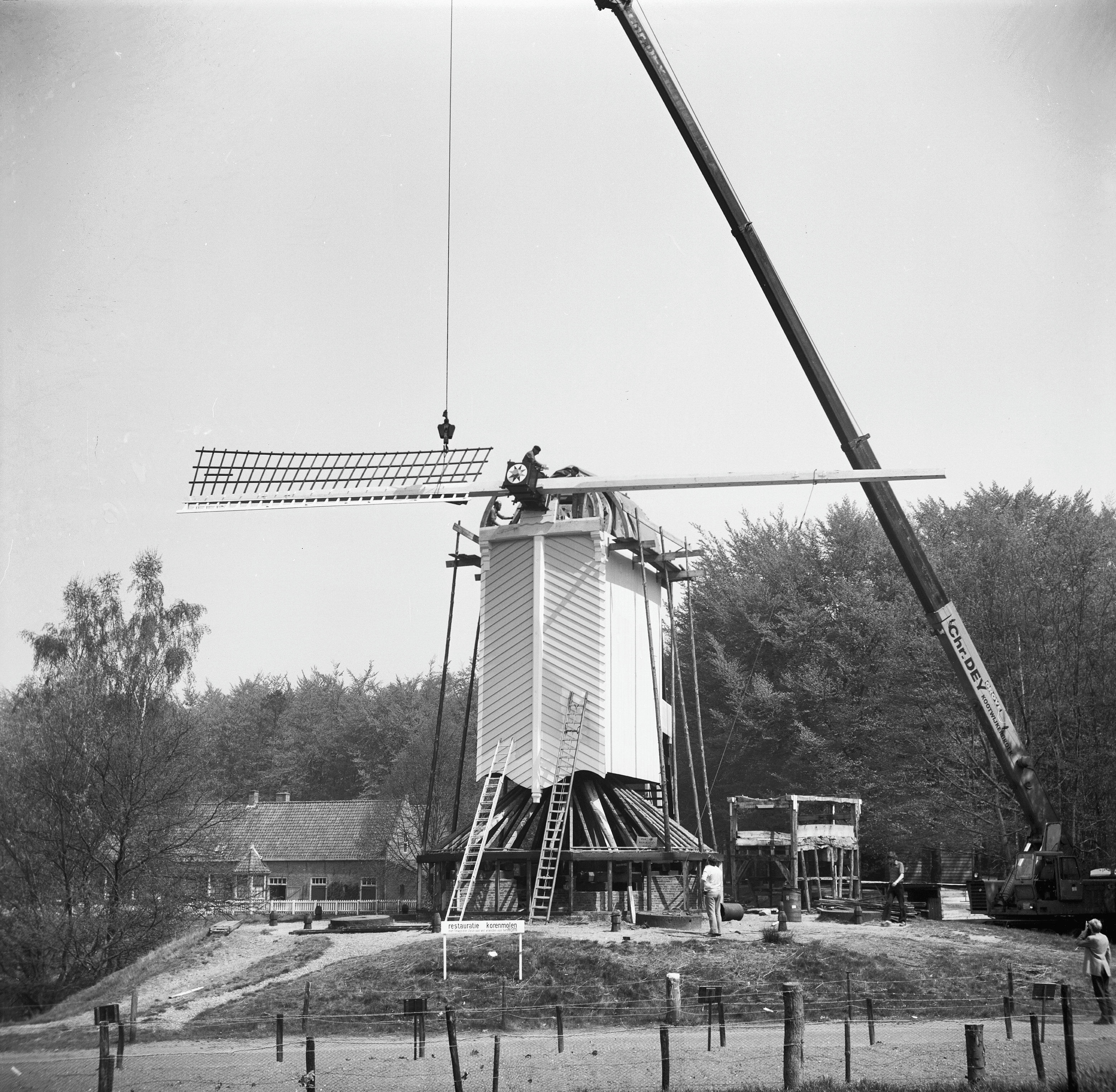
Restauratie 1975/1976
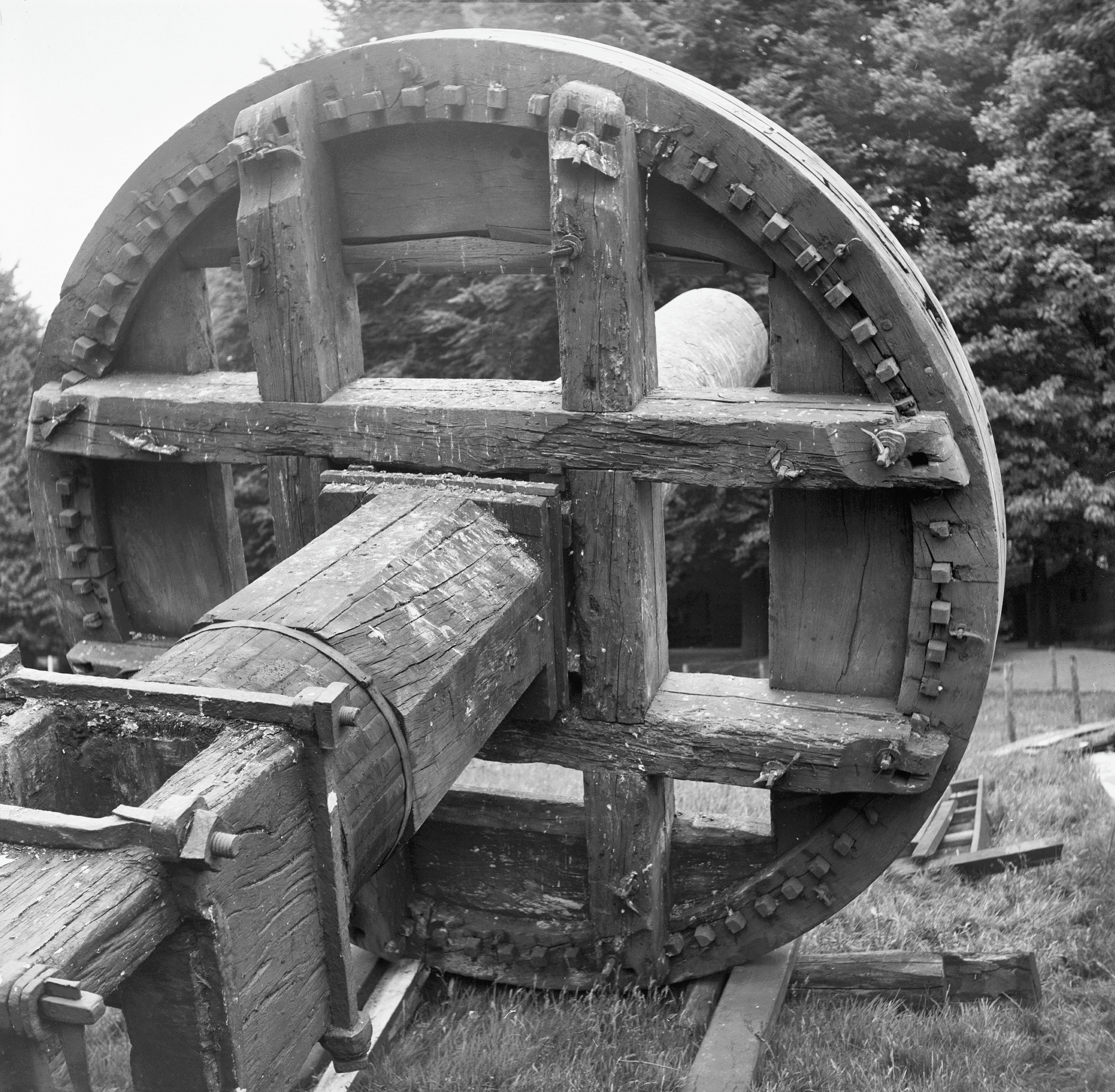
Restauratie 1975/1976
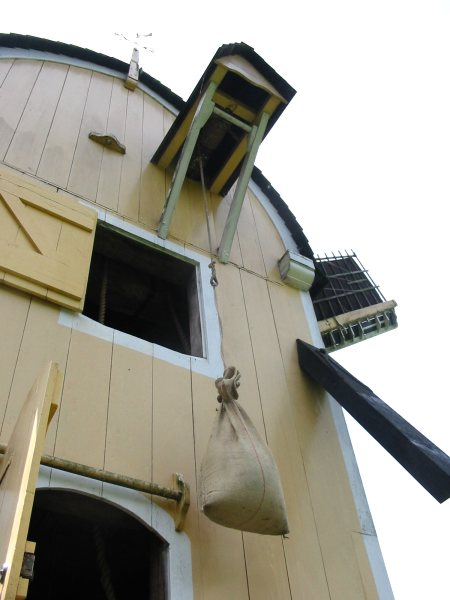
Luikapje